# Poarta Albă
Poarta Albă is een Roemeense gemeente in het district Constanța.
Poarta Albă telt 4756 inwoners.